# Ганс-Андре Штамм
Ганс-Андре́ Штамм (нім. Hans-André Stamm; 1958, Леверкузен, Німеччина) — німецький органіст і композитор. Відомий віртуозною технікою гри на органі, пише музику як для органного соло, так і для камерного й оркестрового виконання. З 2011 року почав створювати звукові доріжки до кінофільмів. Найвідоміші з його творів вже здобули міжнародне визнання.

## Життєпис
Ганс-Андре Штамм народився 1958 року в німецькому місті Леверкузен, що неподалік Кельну. Музика зацікавила хлопчика з раннього дитинства. В сім років він почав брати уроки гри на органі й фортепіано в альтенберзького органіста Пауля Вісскірхена. В навчанні маленький Ганс-Андре був настільки успішним, що вже одинадцятирічним вирушив у своє перше турне Німеччиною як органний віртуоз. В 13 років підліток здійснив свій перший професійний звукозапис, а в 16 дав сольний концерт у соборі Паризької Богоматері. До сьогоднішнього дня він залишається наймолодшим музикантом, удостоєним такої пошани. З 1973 по 1976 рік Ганс-Андре Штамм навчався за класом органу в Льєзькій королівській консерваторії (Бельгія) разом з іншим видатним органістом сучасності Г'юбертом Шонбродтом. 1976 року він з відзнакою закінчив Консерваторію імені Роберта Шумана в Дюссельдорфі, в якій студіював католицьку музичну традицію. За успіхи в навчанні у цьому закладі юний музикант був нагороджений спеціальною премією.
Пізніше його заняття музикознавством у Боннському університеті привели до винайдення енгармонічного органу. Цей винахід базувався на кресленнях професора Мартіна Вогеля. Особливістю енгармонічного органу було те, що інструмент мав по 48 трубок на кожну октаву. 1983 рік став початком нового етапу творчого життя Ганс-Андре Штамма — окрім виконання музики інших композиторів, він почав писати власну.
Попри набуту популярність Ганс-Андре Штамм продовжує жити у рідному Леверкузені. Він називає себе органістом і вільним композитором, дає сольні концерти, а також бере участь у виступах камерних музичних колективів.

## Творчість
Програма концертів Штамма включає музику композиторів-класиків, його власні твори, а також створені ним імпровізації робіт інших музикантів. Написані Штаммом твори призначені для соло на органі, оркестру або камерного ансамблю, в якому роль органного супроводу найчастіше відведена трубі, скрипці, саксофону і флейті-піколо. В деяких випадках його роботи розраховані на супровід горна, тромбона або написані для фортепіано. Крім того, композитор створює музику для казкових опер.
Характерним почерком Ганса-Андре Штамма стало «полегшення» звучання органа, яке традиційно вважають похмуро-статичним, сучасними танцювальними мотивами. У творах композитора присутні елементи кельтської, слов'янської, китайської та латиноамериканської музики. При цьому вони зберігають властиву класичній музиці гармонійність. Більшість його робіт вирізняються мелодійністю і мажорним звучанням. Один з найпопулярніших творів Ганса-Андре Штамма, відомий за межами Німеччини, — «Під зоряним Небом» (для органу і флейти).
Окрім концертної діяльності композитор випустив 20 компакт-дисків. З квітня 2011 року він почав працювати над музикою для художніх фільмів французьких кіностудій. У доробку Ганса-Андре Штамма звукові доріжки до шістьох кінострічок: «Angell», «Pic Bug Welcome», «L´Ange passe», «Le Rêve de Manon», «Au-delà de l'amour mon amour», «Animaux». Крім того, він взяв участь у зніманні документального фільму про власну мікротональну музику — «Hans-André Stamm — Composer of microtonal Music».

## Дискографія
Серед вибраних творів Ганса-Андре Штамма найбільш відомі:
- Das Sternenkind  — казкова опера за мотивами твору Оскара Вайлда;
- Konzert für Orgel und Orchester;
- Vier Stücke für Flöte und Orgel;
- Orgelvariationen zur Weihnachtszeit;
- Concertino für Flöte, Violine und Klavier;
- uite für Flöte, Viola (Violoncello) und Klavier;
- Acht lyrische Stücke für Flöte und Klavier;
- Tales from Erin — die schönsten irischen Melodien;
- Die Zaubertruhe;
- Rapsodia alla latina.

Станом на 2018 рік Ганс-Андре Штамм випустив наступні CD-альбоми:
1. Celestial Gardens;
2. Songs of Celtic Music;
3. Spirit of Celtic Music (1994);
4. Pearls of Celtic Songs (1999);
5. Celtic Desires;
6. Sternennacht;
7. Echoes of China;
8. Secret Garden;
9. Christus der himmlische Phönix;
10. Celtic Spirit;
11. Folk'Orgues à Nice;
12. Orgelklang und Flötenzauber;
13. Orgelklang und Flötenzauber Vol. II;
14. Concerto Maestoso;
15. Europäische Orgelmusik Vol. I;
16. Hermann Schroeder Orgelwerke Vol. I;
17. Hermann Schroeder Orgelwerke Vol. II;
18. J. S. Bach — Greatest Works Vol. II;
19. Märchenoper «Das Sternenkind»;
20. Märchenoper «Peronnik und der Schatz des dunklen Königs»[4].